# Zavod Iskreni
Zavod Iskreni, zavod za kulturo življenja je nepridobitni krščanski konservativni zasebni zavod v Sloveniji, ustanovljen leta 2007. Opisuje se kot družinska organizacija. Ustanovitelj in direktor zavoda je Igor Vovk. Zavod izvaja dogodke in izobraževanja za starše in družine in objavlja spletne vsebine o družinskih oziroma partnerskih tematikah, objavlja konservativno naravnane spletne vsebine in kot nevladna organizacija sodeluje pri referendumskih kampanjah in drugih pobudah civilne družbe. Zavod je bil prvotni izdajatelj medija Domovina.
Zavod je bil deležen javne pozornosti zaradi očitkov o domnevnih povezavah s stranko Nova Slovenija in spornih prejemkov javnih sredstev v obdobju desnosredinskih vlad ter zaradi izražanja zdravstveno spornih priporočil.

## Pregled
Organizacija je zrasla iz spletnega portala iskreni.net, ki je začel delovati leta 2004, od leta 2015 do leta 2022 pa je izdajajo tudi spletni medij Domovina.je (ta je sprva izhajal tudi v tiskani obliki). Ustanovitelj in direktor zavoda je Igor Vovk. Zavod Iskreni se opisuje kot organizacija s krščanskimi in konservativnimi vrednotami. Zavod je blizu Katoliški cerkvi (ki je zavod med letoma 2010 in 2018 tudi finančno podprla).
Zavod Iskreni (oziroma uredništvo in avtorji prispevkov iskreni.net) se zavzema za zaščito človeškega življenja od spočetja do naravne smrti, socialno zaščito družin, vzdržnost od spolnih odnosov pred poroko, vzdržnost od samozadovoljevanja in »rodovitne« spolne odnose. Nasprotuje umetnemu splavu, obveznemu cepljenju otrok, posvojitvam otrok v istospolne pare, transspolnosti in uporabi kontracepcijskih sredstev. Zavod Iskreni je bil aktiven v referendumski kampanji referenduma o spremembi družinskega zakonika leta 2012 in referendumski kampanji referenduma o izenačitvi pravic raznospolnih in istospolnih parov leta 2015 (zavod je v obeh primerih spremembam nasprotoval).
2. februarja 2021 je bilo pročelje stavbe zavoda oskrunjeno. Neznanci so na vrata in fasado prostorov zavoda narisali kljukasta križa ter zapisali: »Korupcija?«.

## Delovanje
Po lastnih navedbah je v Zavodu redno zaposlenih 5 oseb in 40 pogodbenih oziroma honorarnih sodelavcev, z njimi pa sodeluje skoraj 100 prostovoljcev. S svojimi programi letno po lastnih navedbah dosežejo 1.300 oseb. Zavod izvaja redne individualne, zakonske in družinske terapije. Zavod prav tako izvaja seminarje sočutnega starševstva, skupine za očete, delavnice za matere in hčere (t. i. delavnice Čudovita princesa in Skrivnostna lepotica) ter očete in sinove (t. i. delavnice Divji bojevnik). Zavod organizira plačljive tečaje teologije telesa, ki poučujejo spolnost v skladu z naukom papeža Janeza Pavla II. Zavod izvaja tečaje naravnega načrtovanja družine (izogibanja oploditve brez uporabe kontracepcijskih sredstev). Zavod organizira letni Festival družin.
Spletna medijska dejavnost
Zavod Iskreni izdaja spletna medija iskreni.net in Domovina, s katerima po lastnih navedbah doseže prek 250.000 obiskovalcev mesečno.
Raziskava stališč javnosti o umetnem splavu
Zavod je leta 2010 v sodelovanju z podjetjem za proučevanje javnega mnenja Episcenter izvedel raziskavo javnega mnenja o splavu (n=706). Raziskava je pokazala, da se 89 % vprašanih strinja, da je splav svobodna pravica vseh žensk (78 % popolnoma strinja in 11 % strinja). 91 % vprašanih se je izreklo v prid nujnim strokovnim posvetovanjem pred izvedbo splava (74 % vrašanih se je popolnoma strinjalo in 17 % strinjalo), 87 % je podprlo koristnost vključitve potencialnega očeta v svetovanje pred splavom (67 % vrašanih se je popolnoma strinjalo), 72 % vprašanih pa se je strinjalo s pomembnostjo ustreznega svetovanja ob umetnem splavu.
Vrednotna oglaševalska kampanja
Leta 2019 so v Zavodu obeležili 15. obletnico od ustanovitve z oglaševalsko akcijo na oglaševalskih panojih po Ljubljani in okolici. Oglasi so prikazovali moškega in žensko oziroma zarodek in starejšo osebo, pospremljeni pa so bili z zapisom "Iskreni do ženskosti in do moškosti" ali "Iskreni do življenja in do smrti". Kampanijo je financiral donator dr. Aleš Štrancar oziroma njegovo podjetje BIA Separations (oglaševalski panoji so tako prikazovali tudi logotip tega podjetja). oglaševalska kampanja se je po navedbah spletnega medija Domovina zoperstavljala umetnemu splavu, evtanaziji in nenaravnim spolnim identitetam.
Dovolj.je
Zavod Iskreni je leta 2019 ustanovil civilno iniciativo Dovolj.je, namenjeno zaščiti žrtev spolnih zlorab v Katoliški cerkvi na Slovenskem. Namen iniciative je nudenje celostne podpore žrtvam; tako nudenje psihosocialne pomoči, kot pravna pomoč v kazenskih in cerkvenih postopkih. Iniciativa upravlja spletno stran dovolj.je, ki žrtvam nudi osebno podporo kot tudi pomoč pri prijavi cerkvenih spolnih zlorab. Iniciativa je prav tako pozvala Cerkev k odločnejši borbi proti spolnim zlorabam v ustanovi, ki po mnenju iniciative za soočanje s problematiko stori premalo.
Dovolj.je je v enajstih mesecih od ustanovitve obravnaval 38 prijav zlorab zoper 22 cerkvenih predstojnikov (v istem obdobju Cerkev ni obravnavala nobene prijave zlorab; od leta 2014 do 2019 pa le 7 prijav). Leta 2020 je iniciativa izrazila očitke o neuspešnem soočanju slovenske RKC z izzivom spolnih zlorab. Iniciativa je Cerkev obtožila sistemskega in namenskega prikrivanja zlorab. Zaradi neukrepanja pri zaščiti žrtev in sankcioniranju storilcev je iniciativa zato ljubljanskega nadškofa Stanislava Zoreta pozvala k odstopu in zahtevala razpustitev cerkvene ekspertne skupine za reševanje spolnih zlorab.

## Zgodovina
Junija 2022 je Zavod Iskreni preneslo lastništvo medija Domovina na podjetje Domovina d.o.o. v lasti krovne medijske družbe Mediainvest d.o.o, ki so jo ustanovili Aleš Štrancar, Tino Mamić, Rok Čakš in Igor Vovk. Višina odkupnine, plačane Zavodu Iskreni, je ostala poslovna skrivnost. Solastnik Mediainvest Štrancar je pred tem napovedal, da bo za prevzem medija Domovina (kot tudi drugih medijev) namenil denarna sredstva v višini enega milijona evrov, del denarja od prodaje svojega lastniškega deleža v podjetju BIA Separations. Vovk je ob tem dodal, da se bo z izstopom iz medijske založniške dejavnosti Zavod lahko osredotočil na dejavnosti za mlade, zakonce in družine – poslanstvu, ki da je zaradi hitre rasti medija Domovina postalo nekoliko zapostavljeno.
Portal 24ur je julija 2023 na podlagi neuradnih informacij poročal, da je urad za preprečevanje pranja denarja vpogledoval v bančne račune Zavod Iskreni.

## Financiranje
Zavod Iskreni se po lastnih besedah v glavnem financira neodvisno od javnih sredstev. Zavod Iskreni vsako leto organizira donacijsko akcijo. Nekaj prihodkov ustvarijo s trženjem oglasnega prostora na spletnih portalih. Po besedah direktorja zavoda Vovka naj bi delež javnih finančnih sredstev v letu 2021 potencialno dosegel 20 % prihodkov zavoda, v preteklih letih pa da je delež teh sredstev znašal le nekaj odstotkov; zavod se po njegovih besedah namenoma ne poteguje za več javnih sredstev v želji, da ohrani neodvisnost od države. V letu 2019 je imel zavod okoli 200.000 € prihodkov, leta 2020 pa 300.000 €.
Med letoma 2010 in 2018 je Zavod prejemal finančna sredstva tudi od Katoliške Cerkve.
Sredi leta 2021 je Zavod Iskreni najel dolgoročno (odplačevanje v obliki rednih mesečnih obrokov do leta 2051) brezobrestno posojilo v vrednosti dobrih 400.000 € od podjetja AbPhage, ki je v lasti oseb iz kroga podjetnika Aleša Štrancarja. Denar naj bi izhajal iz kupnine, ki ga je Štrancar prejel ob prodaji lastniškega deleža v podjetju BIA Separation. Zavod je nato posojilo uporabil za nakup nepremičnine, v katero so prenesli sedež Zavoda Iskreni in Domovina.
Javna sredstva
Od leta 2007 do začetka leta 2021 je Zavod skupno prejel 255.686 € javnih sredstev, od tega 142.928 € od ministrstva za izobraževanje in 37.555 € od ministrstva za delo.
Leta 2012 je zavod za razvoj e-storitev in mobilnih aplikacij od ministrstva za izobraževanje, znanost, kulturo in šport pod vodstvom ministra Žige Turka prejel dobrih 131.000 € javnih sredstev. Ministrstvo za delo pod vodstvom Andreja Vizjaka je zavodu dodelilo 53.000 € sredstev za vzpostavitev družinskega centra, ki pa so jih morali zaradi nepravilnosti, ugotovljenih pri nadzoru, leta 2013 deloma vrniti. Direktor zavoda Igor Volk je o nadzoru kasneje zapisal: "Drži, da je ministrica gospa Kopač Mrak poslala svoje ljudi v nadzor, ki smo ga dojeli izrazito ideološko. V zaključku izven sodnega spora smo od ministrstva zahtevali, da umakne iz zapisnika o nadzoru neresnične obtožbe o dvojnem financiranju."
Zavod Iskreni je leta 2020 za oglaševanje na spletnem novičarskem portalu Domovina prejel denar iz oglaševalske kampanje ministrstva za obrambo (MORS) za oglaševanje Slovenske vojske v času, ko je MORS vodil predsednik stranke NSi Matej Tonin. Zaradi oglaševanja v spletnem mediju je prišlo do ugibanj, ali se prek oglaševalske kampanje namenoma financira medije, katerim so naklonjeni odločevalci. MORS je oglaševalsko kampanjo sicer zasnoval v času, ko je ministrstvo vodil Karl Erjavec, izvajalci oglaševalske kampanje (podjetja Pristop Skupine), ki odločajo o oglaševalski strategiji, pa so bili izbrani decembra 2019 (v času vlade Marjana Šarca).
Konec leta 2020 so v zavodu prejeli tudi donacijo državne družbe Holding Slovenske elektrarne (HSE) v znesku 5.000 €, leta 2019 pa donacijo 1.000 €.
Zavod Iskreni in Domovina so bili deležni oglaševalskih sredstev projekta ministrstva za delo, družino, socialne zadeve in enake možnosti v okviru oglaševanja projekta za spodbujanje medgeneracijskega zaposlovanja Sodelovalnica. Projekt je bil pričet septembra 2020. Medija sta bila izbrana mimo uradne oglaševalske strategije (namesto Dnevnika). Del sredstev, dodeljenih za projekt, je bilo sredstev Evropske unije.
Leta 2021 je Domovina za izvajanje projekta "Dialog o vrednotah bližnje prihodnosti" na razpisu kulturnega ministrstva prejela 19.500 € sredstev.
Sredstva iz razpisa za projekte za lajšanje posledic epidemije COVID-19
Januarja 2021 je ministrstvo za delo, družino, socialne zadeve in enake možnosti zavodu dodelilo 130.000 € javnih sredstev, namenjenih financiranju projektov za ranljive skupine prebivalcev, prizadete ob epidemiji COVID-19. Cilj razpisa ministrstva je bil med drugim tudi boj proti "kakršnikoli diskriminaciji". Na razpisu je bilo sicer razdeljenih skupno 2 milijona € sredstev (ki jih je država za ta namen pridobila od EU); na javni razpis se je prijavilo 135 nevladnih organizacij, sredstva pa jih je prejelo 17. Zavod Iskreni je bil eden izmed osmih organizacij, ki so prejele najvišji možen znesek.
Zavod se je na razpis prijavil s projektom pod imenom "Podpora družini za celostno premagovanje stisk" in sredstva nameraval porabiti za psihosocialne terapije za premagovanje posledic epidemije za odrasle, otroke in mladostnike, delavnice za starše, video izobraževanja in objavljanje besedil na portalu Iskreni.net. Takšne terapije so izvajali že poprej, le da po novem niso bile več plačljive.
V obravnavo je vstopilo 122 vlog, ki so šle v ocenjevanje petčlanske komisije, pri čemer so vsako vlogo pregledali trije ocenjevalci. Ministrstvo naj bi po medijskih navedbah sprva kot povsem primerne (največje možno število točk) ocenila več prijav projektov, kot pa je bilo razpoložljivih sredstev zanje. Vloge so zato šle v ponovno presojo, tekom katere so bile nato točke nekaterim prijavljenim projektom odvzete, zaradi česar so prijave izpadle iz potegovanja za prejem sredstev, s čimer se je iz seznama izključilo presežne prijave. Več prejemnikov naj bi tako bilo že obveščenih, da bodo sredstva prejeli, nakar so bili iz seznama prejemnikov naposled izbrisani. Dva od treh ocenjevalcev, ki so obravnavali vlogo Zavoda Isreni, sta bila povezana z ministrom; oba pa sta vlogi podelila največje možno število točk, medtem ko je Zavodu tretji ocenjevalec dodelil manj točk. Navedbe, da naj bi nekaterim projektom naknadno odvzemali točke, so na pristojnem ministrstvu zanikali.
Glede postopka izbire je prišlo do očitkov nepravilnosti tudi zato, ker so bili trije od petih članov komisije osebno in/ali karierno povezani z ministrom Janezom Ciglerjem Kraljem, in/ali so bili njegovi podrejeni sodelavci. Prav tako naj bi med obravnavo raspisnih pogojev na ministrstvu prilagodili razpisni pogoj, ki bi sicer preprečeval, da je nosilec projekta diplomirani teolog, kar je koristilo Zavodu Iskreni.
Minister Cigler Kralj – sicer nekdanji soustanovitelj zavoda – je zatrdil, da na odločitev o dodelitvi sredstev ni vplival. Nekateri poslanci Državnega zbora so zahtevali sklic nujne seje odbora za delo zaradi suma navzkrižja interesov in neskladnosti namena donacije zaradi domnevno diskriminatornega delovanjem zavoda. Januarja 2021 je skupina opozicijskih poslancev vložila interpelacijo zoper ministra za delo Janeza Ciglerja Kralja; kot enega izmed dveh razlogov za interpelacijo so vlagatelji navedli domnevno neprimernost dodelitve sredstev Zavodu Iskreni. Proti ministru Ciglerju Kralju sta bili vloženi tudi dve prijavi na Komisijo za preprečevanje korupcije (KPK). KPK v preiskavi ni zaznala kršitev Zakona o integriteti in preprečevanju korupcije in je ovadbo zavrgla, vendar je ministrstvo pozvala k proaktivni transparentnosti; Cigler Kralj namreč ni osebno odločal o izboru prejemnikov sredstev, zato sam ne more biti osebno v nasprotju interesov, so pa o dodelitvi sredstev odločale osebe, ki so bile v kabinet ministra imenovane na osebno zaupanje, zato se je ustvarjal vtis pristranskega odločanja, saj je bilo moč sklepati, da so po imenovanju v strokovno razpisno komisijo o dodelitvi sredstev te osebe odločale v skladu z ministrovimi pričakovanji.

## Kritike
Kritiki Zavodu očitajo sovražni govor, koruptivno financiranje in zagovarjanje stališč o medicinskih temah, ki so v nasprotju s priporočili Svetovne zdravstvene organizacije.
Zavod je na svojih spletnih portalih objavljal vsebine, ki so izpostavljale primere otrok z hudimi zdravstvenimi težavami zaradi cepljenja, izražale dvome o ustreznosti cepiv, resnični varnosti cepiv (natančneje, ali cepljenje res ne povzroča avtizma in drugih hudih zapletov) in načelu solidarnosti pri cepljenju (da je varnost skupnosti pri cepljenju bolj pomembna od želj posameznika). Leta 2012 je bil na iskreni.net objavljen prispevek, ki je problematiziral varnost, učinkovitost in smiselnost cepljenja deklic proti humanemu papilomavirusu in kot bolj smiselno alternativo predlagal zagovarjanje spolne vzdržnosti in zvestobe. Leta 2018 so v Zavodu vokalno pozivali k udeležbi na protestnem shodu pred parlamentom v Ljubljani, ki je izražal nasprotovanje spremembam zakona o nalezljivih boleznih, ki bi necepljenim otrokom prepovedoval vključitev v javne oziroma javno sofinancirane vrtce.
Zavod je na svojem spletnem portalu objavil vsebine, ki homoseksualnost prikazujejo kot nezaželeno in popravljivo osebno stisko ter "homoseksualno vedénje" kot nekaj, kar ni združljivo s krščanskim verskim naukov.
Leta 2012 je skupina civilnih organizacij na sponzorje Festivala družin, ki ga organizira Zavod Iskreni, naslovila prošnjo, naj zaradi domnevno spornih stališč Zavoda prenehajo sponzorirati dogodek. Kot sporna so v dopisu izpostavili "ekstremistična" stališča Zavoda glede homoseksualnosti in pravice do splava. Vsebino dopisa je nato na svojem spletnem portalu objavil Zavod in jo pospremil z odgovorom na očitke.
Očitki o političnih povezavah
Zavod Iskreni je deležen očitkov o povezavah s konservativno stranko Nova Slovenija. Necenzurirano.si je Zavod opisal kot "ideološko, politično in kadrovsko tesno povezan z NSi". NSi je leta 2014 v odzivu na novinarsko vprašanje Financ o odnosu z zavodom navedla: "Med Novo Slovenijo in portalom iskreni.net povezave ne obstajajo – razen načelne oziroma javne podpore omenjenega projekta mesečnika Domovina in podobnega pogleda na svet, ki ga je mogoče vsakodnevno prepoznati preko vsebin objavljenih na internetnem portalu iskreni.net." Direktor zavoda Vovk je tedaj navedel, da je bil zavod z NSi povezan predvsem prek sodelovanja z evropskim poslancem NSi Lojzetom Peterletom. Vovk je kot direktor nekdanjo predsednico NSi Ljudmilo Novak zaprosil za pomoč pri zbiranju donacij za zavod. Po navedbah Necenzurirano.si na Festivalu družin, ki ga organizira Zavod, "kot gostje nastopajo najvidnejši člani NSi".
Soustanovitelj zavoda je bil med leti 2018 in 2020 med drugimi Janez Cigler Kralj (kasneje minister za delo, družino in socialne zadeve v 14. vladi Republike Slovenije). Cigler Kralj je avtor več prispevkov na portalu Iskreni.net, deloval je kot zavodov predstavnik za odnose z javnostjo, skupaj s soprogo pa je v okviru Zavoda aktiven tudi kot prostovoljec in tako vodi delavnice priprave na zakonsko zvezo. Cigler Kralj je bil še skoraj eno leto po prevzetju ministrske funkcije naveden kot voditelj ene izmed delavnic na zakon na spletni strani Iskreni.net; objava je bila umaknjena dan po pričetku medijske pozornosti o podelitvi sredstev ministrstva zavodu.
NSi je na svoji spletni strani leta 2013 pozivala k zbiranju donacij prek bančnega računa Zavoda Iskreni. Donacije bi bile namenjene strokovnemu izobraževanju zdravnika člana NSi v Združenih državah Amerike o metodi pomoči "naravne oploditve" (metoda za razliko od zunajtelesne oploditve naj ne bi vodila v uničenje oplojenih zarodkov, zaradi česar naj ne bi bila etično in versko sporna).